# Indicatif régional 620

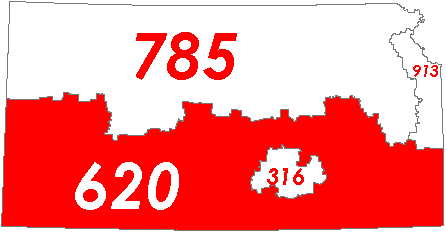
Répartition des indicatifs régionaux au Kansas.

L'indicatif régional 620 est l'indicatif téléphonique régional qui dessert la partie Sud de l'État du Kansas aux États-Unis à l'exception de la ville de Wichita et de la région avoisinante.
L'indicatif régional 620 fait partie du Plan de numérotation nord-américain.

## Historique des indicatifs régionaux du Kansas
En 1947, lors de la mise en place du Plan de numérotation nord-américain, l'indicatif 316 couvrait toute la partie sud de l'État du Kansas. À la même époque, la partie nord de l'État était desservie par l'indicatif 913.
Le 12 février 1997, la scission de l'indicatif 913 a créé l'indicatif 785. L'indicatif 913 a conservé la partie extrême est de son territoire original alors que l'indicatif 785 obtenait le reste du territoire original de l'indicatif 913.
Le 21 septembre 2000, la scission de l'indicatif 316 a créé l'indicatif 620. L'indicatif 316 a conservé la ville de Wichita et la région avoisinante alors que l'indicatif 620 obtenait le reste du territoire original de l'indicatif 316.